# Concile d'Avignon (1417)
Pour les articles homonymes, voir Concile d'Avignon.
En 1417, se tient le concile d’Avignon en faveur de l'Immaculée Conception.